# Domen Bratož
Domen Bratož, slovenski košarkar, * 23. marec 1993, Novo mesto.